# Rhipsalis juengeri
Rhipsalis juengeri ist eine Pflanzenart in der Gattung Rhipsalis aus der Familie der Kakteengewächse (Cactaceae). Das Artepitheton juengeri ehrt Ernst Jünger.

## Beschreibung
Rhipsalis juengeri wächst epiphytisch mit Trieben von begrenztem Wachstum und erreicht eine Länge von bis zu 3 Meter. An den Triebspitzen sitzen zusammengesetzte Areolen. Die kaum sukkulenten, drehrunden Triebe sind zweigestaltig. Die Haupttriebe sind bis zu 2 Meter und weisen einen Durchmesser von 3 Millimeter auf. Die kurzen, grünen Seitentriebe erreichen Durchmesser von 1 bis 2 Millimeter
Die glockenförmigen, weißen Blüten erscheinen einzeln oder zu zweit an oder nahe der Triebspitzen. Sie sind bis 15 Millimeter lang und messen 12 Millimeter im Durchmesser. Die kugelförmigen, gestutzten Früchte sind purpurfarben bis grünlich und bräunlich überhaucht.

## Verbreitung, Systematik und Gefährdung
Rhipsalis juengeri ist im Süden des brasilianischen Bundesstaates São Paulo in Höhenlagen von 700 bis 1600 Metern verbreitet.
Die Erstbeschreibung erfolgte 1995 durch Wilhelm Barthlott und Nigel Paul Taylor. Ein nomenklatorisches Synonym ist Erythrorhipsalis juengeri (Barthlott & N.P.Taylor) Doweld (2002).
In der Roten Liste gefährdeter Arten der IUCN wird die Art als „Least Concern (LC)“, d. h. als nicht gefährdet geführt.

## Nachweise